# En noir et blanc
Ne doit pas être confondu avec En noir et blanc (Monténégro).
Albums de Plume Latraverse
Pommes de route
(1975) À deux faces
(1976)
En noir et blanc est le cinquième album de l'auteur-compositeur-interprète Plume Latraverse. Ce premier album live de l'artiste, paru en juin 1976, marque une rupture de style des albums précédents, se concentrant plus sur l'aspect chansonnier de son répertoire. L'album est l'un des rares de Latraverse à avoir été réédités en intégralité sur CD, en 1997.

## Titres
Toutes les chansons sont écrites par Plume Latraverse, sauf mention contraire.
| 1. | Léon, le caméléon                                   | 2:42 |
| 2. | Le loup fuck? Fuck le loup! (Latraverse, P. Landry) | 2:40 |
| 3. | Parlage                                             | 1:45 |
| 4. | Assis                                               | 2:31 |
| 5. | À même l'avis                                       | 3:30 |
| 6. | Chanson pour nous-autres (Latraverse, N. Grégoire)  | 6:48 |
| 7. | La Marde (Landry)                                   | 0:44 |

| 1. | Le Blues de la bêtise humaine      | 5:42 |
| 2. | Terre de soleil                    | 5:46 |
| 3. | Blueberry Hill (Fats Domino)       | 1:33 |
| 4. | Chambre à louer (Charles Labrosse) | 3:25 |
| 5. | Moutonoir (Fluide rose)            | 2:42 |
| 6. | Silence blanc (de mémoire)         |      |
| 7. | Vieux Neg (Latraverse, Faulkner)   | 1:27 |

| 15. | Léopold Gibouleau (parue sur Plume pou digne en 1974) | 2:30 |

## Musiciens
- Plume Latraverse – guitare acoustique, harmonica, chant
- Charlot Barbeau – piano
- Stephen Faulkner – guitare acoustique (Vieux Neg)

## Équipe technique
- Pierre Fauteux – ingénieur du son, mixage
- Jean Sicotte – mixage
- Paul Béland – mixage

- Conception graphique – Marcel Cadieux
- Photographie – Daniel Cournoyer, Paul Décarie